# ふくおかスーパーハイスクール
ふくおかスーパーハイスクール（FSH、エフエスエイチ）は、かつて福岡県で実施された21世紀人材育成推進事業において福岡県教育委員会が設定した福岡県の公立高等学校への指定の名前である。

## 概要
平成18年度から平成20年度にかけて実施された福岡県の21世紀人材育成推進事業において、人材育成プログラム推進校として指定された高校のことで、県立高校の約100校から8校が選出された。スーパーサイエンスハイスクール (SSH) とは異なる。
指定された場合の最大の利点は、予算の分配であった。そのほかにも、ハイレベル合宿の実施（ふくおかスーパーハイスクールの生徒でないと参加が難しい）や公務員である教師の分配などで有利に働き、その他特別授業の実施、教育課程の多少の変更を認めるなど、さまざまな特権があった。2006年には、「数学」「化学」「物理」「生物」の各教科で学力コンクールが行われ、第1位から第5位までが表彰された。

## 登録高校
- 北九州地方
  - 福岡県立小倉高等学校 - 北九州市小倉北区 （SSH同時指定）
  - 福岡県立東筑高等学校 - 北九州市八幡西区
- 福岡地方
  - 福岡県立修猷館高等学校 - 福岡市早良区（SSH同時指定）
  - 福岡県立福岡高等学校 - 福岡市博多区
  - 福岡県立筑紫丘高等学校 - 福岡市南区
- 筑後地方
  - 福岡県立明善高等学校 - 久留米市
  - 福岡県立伝習館高等学校 - 柳川市
- 筑豊地方
  - 福岡県立嘉穂高等学校 - 飯塚市